# Processus ergodique
Pour les articles homonymes, voir ergodicité.
Un processus ergodique est un processus stochastique pour lequel les statistiques peuvent être approchées par l'étude d'une seule réalisation suffisamment longue.

## Ergodicité au premier ordre
Ergodicité sur la moyenne (ergodicité au premier ordre) — Un champ aléatoire Z sur ℝd est ergodique au sens de la moyenne si sa moyenne spatiale sur un domaine D converge vers son espérance quand le domaine croît:
{\displaystyle {\frac {1}{\left|D\right|}}\int _{D}Z\left(x\right)\mathrm {d} x{\xrightarrow[{\text{en moyenne quadratique}}]{D\rightarrow \mathbb {R} ^{d}}}\mathrm {E} \left[Z\right]} où |D| est la mesure de Lebesgue de D
Autrement dit, pour un processus stochastique Z, pour toute réalisation z aussi longue que l'on veut et pour tout site t0:
{\displaystyle \lim _{T\to \infty }\mathrm {E} \left[\left({\frac {1}{T}}\int _{t_{0}}^{t_{0}+T}\,z\left(t\right)\mathrm {d} t-\mathrm {E} \left[Z\right]\right)^{2}\right]=0}
Le théorème ergodique affirme que, sous condition, {\displaystyle {\frac {1}{\left|D\right|}}\int _{D}z\left(x\right)\mathrm {d} x} converge vers une limite Mz pour presque toutes les réalisations z, mais ne garantit pas l'égalité des Mz à l'espérance E(Z).

## Lien avec la stationnarité
Un signal peut être:
- stationnaire mais non ergodique : par exemple le signal Z(x; ω) = A(ω) constant pour chaque réalisation.
- ergodique mais non stationnaire : par exemple le signal {\displaystyle Z(x;\omega )=\cos(x)}.

Théorème de Slutsky — Si un champ aléatoire Z est stationnaire d'ordre 2 de fonction de covariance C, et si
{\displaystyle {\frac {1}{\left|D\right|}}\int _{D}C\left(h\right)\mathrm {d} h{\xrightarrow {D\rightarrow \mathbb {R} ^{d}}}0}
alors Z est ergodique pour la moyenne.

## Ergodicité d'un processus temporel ou spatial
L'ergodicité assure que les moyennes temporelles sont identiques aux moyennes statistiques, ce qui permet de connaître entièrement la statistique à partir d'une seule réalisation. Pratiquement cette dernière se réduit en général à un enregistrement de durée limitée et l'on ne peut connaître qu'une estimation des moyennes. En pratique, cette propriété est souvent opératoire en ce sens qu'une étude de la chronique sur une période longue peut permettre de déceler une déviation de la stationnarité et de l'ergodicité.
À l'inverse, un phénomène spatial est en pratique un phénomène unique d'extension bornée. Dans ce cas, l'hypothèse d'ergodicité peut difficilement être testée.

## Micro-ergodicité
Soit un processus spatial de fonction aléatoire Z sur un domaine S borné. On appellera micro-ergodique tout paramètre déterminé, avec une approximation donnée, si l'on connaît une réalisation z de Z sur S. Dans le cas général, la moyenne et la variance ne sont pas micro-ergodiques, par contre le comportement du variogramme à l'origine l'est sous condition que le variogramme se comporte comme ∣h∣λ avec λ < 2.